# Марков Данило Євгенович
Данило Євгенович Марков (рос. Даниил Евгеньевич Марков; 30 липня 1976, м. Москва, СРСР) — російський хокеїст, захисник. Заслужений майстер спорту Росії (2002).  
Вихованець хокейної школи «Спартак» (Москва). Виступав за «Спартак» (Москва), «Сагіно Гокс» (АХЛ), «Сент-Джонс Мейпл Ліфс» (АХЛ), «Торонто Мейпл-Ліфс», «Фінікс Койотс», «Кароліна Гаррікейнс», «Філадельфія Флайєрс», «Витязь» (Чехов), «Детройт Ред-Вінгс», «Динамо» (Москва), СКА (Санкт-Петербург), «Металург» (Магнітогорськ) та ЦСКА (Москва). 
В чемпіонатах НХЛ — 538 матчів (29+118), у турнірах Кубка Стенлі — 81 матч (2+12).
У складі національної збірної Росії провів 119 матчів (86 очок); учасник зимових Олімпійських ігор 2002 і 2006 (13 матчів, 0+3), учасник чемпіонатів світу 1998 і 2008 (12 матчів, 0+1). 
Досягнення
- Бронзовий призер зимових Олімпійських ігор (2002)
- Чемпіон світу (2008)
- Володар Кубка Шпенглера (2008).